# Аквилеја
Аквилеја (итал. Aquileia, словен. Oglej, у месном говору Acuilee) град је у североисточној Италији. То је познати градић округа Удине у оквиру италијанске покрајине Фурланија-Јулијска крајина.
Аквилеја је позната по древној Патријаршијској цркви из 11. века, данас под заштитом УНЕСКО-а.

## Природне одлике
Град Аквилеја налази се у североисточном делу Италије, 50 км западно од Трста, седишта покрајине. Град се налази у мочварном подручју источне Падске низије, око 10 км удаљен од северне обале Јадрана. Кроз град протиче речица Нотисоне.

## Историја
Древна Аквилеја се налазила на десетак километара јужно од доњег тока реке Соче и око 7 km од мора, тако да је представљала упориште за затварање уског појаса између Алпа и Јадранског мора. Због повољног положаја прерасла је из војног логора у град, а била је и главна база за римске војне операције према реци Дунаву. Као година оснивања узима се 181. година. . Аквилеја је била каналима повезана с морем, а у њу су водили и многи путеви. У 4. веку била је четврти град по величини у Италији, после Рима, Милана и Капуе и један од највећих и најбогатијих римских градова. Данас је Аквилеја уз Равену најважније археолошко налазиште северне Италије. Ископавањем се пронађено више староримских артефаката, а већина их је још неоткривена под ливадама.
Године 340., цар Константин II је убијен испред градских зидина у покушају да заузме град од свога брата Констанса I. Године 381. ту је одржан Аквилејски сабор, којим је преседавао Свети Амвросије, а на коме је осуђено аријанство.
Хуни су заузели Аквилеју 452. године, након тромесечне опсаде и сравнили је са земљом. Аквилеја је на кратко обновљена, до поновног пада под Лангобарде 568. године. Лангобардски војвода од Фурланије је владао Аквилејом и околином из Чедада све док 774. године Карло Велики није заузео Ломбардију и начинио је франачким војводством с војводом Ериком фурланским на челу.
Под франачком влашћу живот се крајем 8. и почетком 9. века враћа у ове крајеве. Аквилејски епископ које је био у бекству, вратио се и добио је звање патријарха.
Након пропасти франачке државе у 10. веку становници су претрпели пљачкашке нападе Угара. До 11. века, Аквилејски патријарх је постао довољно снажан да осигура привремену власт над Фурланији и Аквилеји. Тако је Цар Светог римског царства дао патријарху ту регију у феудални посед. Но, патријархов ауторитет је константно био разлогом територијалних размирица околног племства. У првој половини 11. века Аквилеја је обновљена, а обнову је водио партијарх. Од тад се назива Агле, Аглаја, Оглеј, словенски Оглај. 1420. године Аквилеја пада под власт Млетачке Репубилике.
Патријаршија је укинута 1751. године, и ова област је потпала под јурисдикцију бискупије у Удинама и Горици.
Аквилеја је била један од највећих и најбогатијих римских градова. Ископавања су открила једну улицу и северозападни угао градских зидина, док Државни археолошки музеј садржи преко 20.000 натписа, скулптура и других старина (стаклених посуда, римског новца и др.) из Аквилеје. Већина римских остатака још лежи неоткривено под ливадама Аквилеје, чинећи велико археолошко богатство - највећи нетакнути римски град.
Патријаршијска базилика је величанствена грађевина с подним мозаиком, а играла је кључну улогу у покрштавању великог дела централне Европе у раном средњем веку. Ову базилику с равним кровом подигао је патријарх Попо 1031. године на месту старије цркве, а доградио ју је 1379. године патријарх Маркуад у готском стилу.
Романичко-готичка фасада је повезана са двориштем Паганске цркве и остатком крстионице из 5. века. Унутрашњост је тробродне базилике са подним мозаицима из 4. века, док је дрвени кров из 1526. године, а фреске на зидовима из различитих доба; у капели св. Петра су из 4., у апсиди су из 11. века. Тзв. "Крипти фрески", испод презбитерија, налази се циклус фрески из 12. века са приказом корена хришћанства у Аквилеји и св. Хермагораса, првог епископа.
Археолошке ископине и патријархална базилика уписани су УНЕСКОву листу светске баштине у Европи 1998. године.

## Римски пут Аквилеја-Сингидунум
Од Аквилеје до Сингидунума је ишао римски пут. Дуг је био 335 римских миља, односно 530 km. До Сирмијума је из Аквилеје требало 20 дана пешке, а до Сингидунума још додатна три дана, свега 23 дана. Пешице су прелазили око 20 до 25 km по дану.

## Становништво
Према резултатима пописа становништва 2011. у општини је живело 3.441 становника.
| 1931. | 1936. | 1951. | 1961. | 1971. | 1981. | 1991. | 2001. | 2011. |
| ----- | ----- | ----- | ----- | ----- | ----- | ----- | ----- | ----- |
| 3.077 | 3.143 | 3.627 | 3.331 | 3.041 | 3.283 | 3.385 | 3.329 | 3.441 |

Аквилеја данас има око 3.500 становника, махом Италијана. Током протеклих деценија број градског становништва стагнира.

## Партнерски градови
- Пиран

## Галерија
- Унутрашњост древне цркве
- Рушевине античког града
- Аквилеја у Нирнбершкој хроници (1493)